# Евтим Димитров
Евтим (Ефтим) Димитров, наричан Клепката и Клепков, е български революционер, деец на Вътрешната македоно-одринска революционна организация и на Вътрешната македонска революционна организация.

## Биография
Евтим Димитров е роден през 1887 година в град Пехчево, тогава в Османската империя, днес в Северна Македония. Участва в дейността на ВМОРО, а след възстановяването на ВМРО е четник при Харалампи Златанов. Загива в сражение със сръбски войски при Дулица на 16 октомври 1925 година. Според Иван Михайлов е тежко ранен в сражението и умира десетина дни по-късно от раните си, но не издава никакви организационни тайни.